# 530721 Isscas
530721 Isscas è un asteroide della fascia principale. Scoperto nel 2007, presenta un'orbita caratterizzata da un semiasse maggiore pari a 2,3992688 au e da un'eccentricità di 0,2100538, inclinata di 2,15849° rispetto all'eclittica.